# Никита (епископ Новгородский)
Никита Затво́рник, или Никита Пече́рский (ум. 31 января 1108, Новгород) — епископ Новгородский. Почитается Русской церковью в лике святителя.
Дни памяти: 31 января (13 февраля), 30 апреля (13 мая) — обретение мощей, и 14 (27) мая.

## Жизнеописание

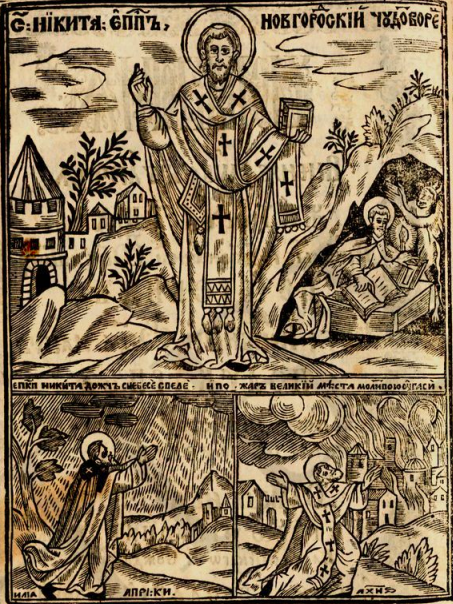
Епископ Новгородский Никита, Патерик, 1661 г.

Родом киевлянин. В раннем возрасте принял монашеский постриг в Киево-Печерском монастыре и, несмотря на возражения игумена Никона, ушёл в затвор. Киево-Печерский патерик сообщает, что он был подвергнут искушению от дьявола и не выдержал его:

...и прельстил его дьявол. ...стал перед ним бес в образе ангела. Пав ниц, поклонился ему инок, как ангелу. И сказал ему бес: «Ты не молись, а только читай книги, и таким путём будешь беседовать с Богом, и из книг станешь подавать полезное слово приходящим к тебе. Я же постоянно буду молить о спасении твоем Творца своего». Прельстившись, монах перестал молиться, а прилежно занимался чтением и книжной премудростью; видя же беса, постоянно молящегося о нём, радовался ему, как ангелу, творящему молитву за него.
— Киево-Печерский патерик
Никита стал пророчествовать, знал наизусть все книги Ветхого Завета, но отказывался изучать Евангелие. Слава о нём достигла киевского князя Изяслава, которому он сообщил об убийстве князя Глеба Святославича и посоветовал послать его сына Святополка в Новгород на княжение. Игумен Никон вместе с другими монахами молитвами изгнали беса. Никита, отвечая на вопросы братии, клялся, что не читал никогда книг, которые он раньше цитировал и даже перестал понимать азбуку и его вновь обучили грамоте. После этого, по сообщению патерика, Никита предался «воздержанию, и послушанию, и чистому и смиренному житию, так что всех превзошел в добродетели».

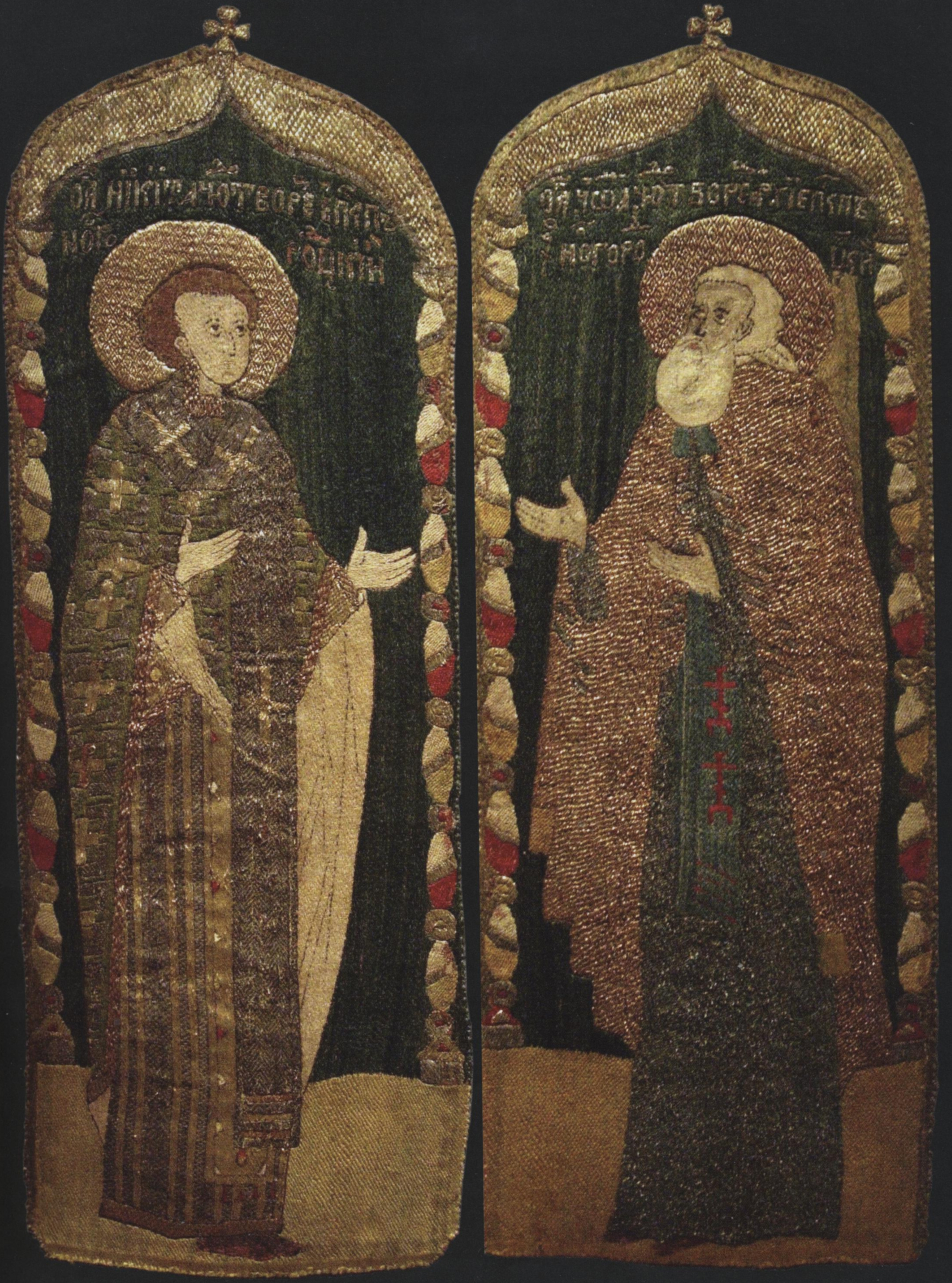
Святые Никита, епископ Новгородский, и Иоанн, архиепископ Новгородский, нач. XVI века.

В 1096 году Никита был возведён митрополитом Киевским Ефремом в епископский сан и назначен на новгородскую кафедру; в «Росписи, или Кратком летописце Новгородских владык» Никита называется шестым Новгородским епископом. За время епископства Никиты было построено несколько храмов (Спасо-Преображенский храм на Ильине улице (перестроен в 1374 году), Благовещенский храм на Городище, деревянный храм Рождества Пресвятой Богородицы в Антониевом монастыре). Летописи также сообщают о прижизненных чудесах епископа Никиты (остановил пожар, низвёл дождь).
Никита скончался в 1108 году и был погребён в новгородском Софийском соборе. В 1547 году на первом Макарьевском соборе он был канонизирован для общецерковного почитания. 30 апреля 1558 года архиепископом Пименом были обретены мощи Никиты, объявленные нетленными.
Фёдор Солнцев в «Древностях Российского государства» указал:

При открытии св. мощей его в 1550 г. найдено на нём облачение, сохранившееся нетленным в могиле, где оно лежало 450 лет. Все облачение состоит из фелони, епитрахили, поручей, палицы, штофных коричневого цвета, гарусного пояса, омофора из белого люстрина, из синей гродетуровой (из плотной тафты) шапочки, опушенной горностаевым мехом; на ней вышиты золотом кресты и серафимы со словами Сҍрафимъ. Такая шапочка служила митрой. К этой епископской утвари XI в. принадлежит архиерейский посох, о коем ниже будет сказано, и железные вериги весом в 20 ф., найденные на мощах Иерарха. В день открытия нетленных его останков принесена была новгородцами ко гробу его железная лампада, хранящаяся в ризнице, с круговой прорезной надписью: «Свҍча Великаго Новгорода всҍхъ православныхъ хрестьянъ, поставлена новому чудотворцу Никитҍ вҍ лҍто /--зk`s, Апрҍля въ л` день, при Архїепїскопе Пимене».

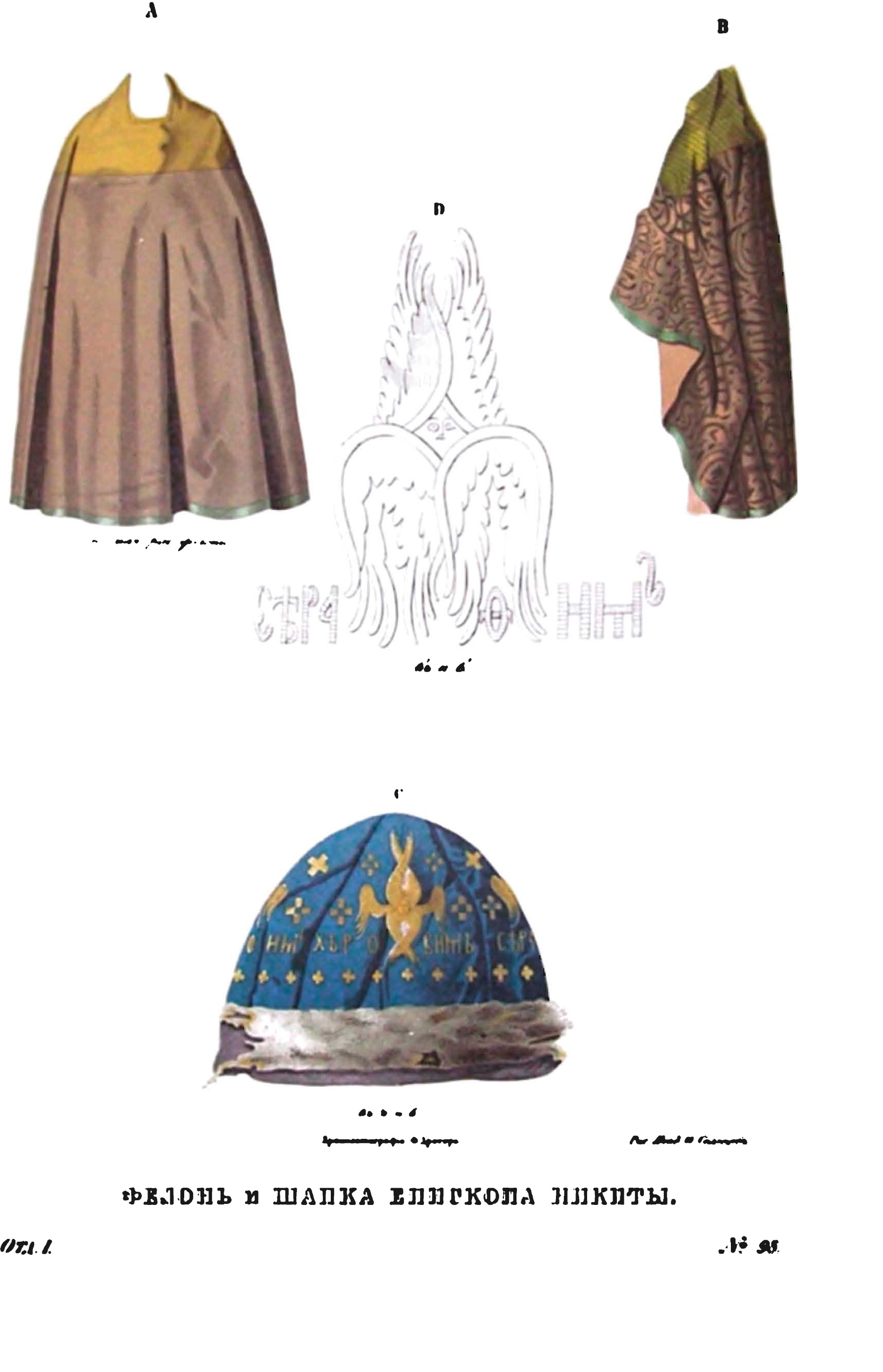
Фелонь и шапка епископа Никиты (на рисунке Солнцева)

Андрей Нартов в «Достоверных повествованиях и pечах Петра Великого» описывает такой случай:

Генерал-фельдцейхмейстер граф Брюс муж был ученый, упражнялся в высоких науках и чрезъестественному не верил. Его величество, любопытствуя о разных в природе вещах, часто говаривал с ним о физических и метафизических явлениях. Между прочим был разговор о святых мощах, которые он отвергал. Государь, желая доказать ему нетление чрез Божескую благодать, взял с собою Брюса в Москву и в проезд чрез Новгород зашел с ним в соборную Софийскую церковь, в которой находятся разные мощи, и показывая оные Брюсу, спрашивал о причине нетления их. Но как Брюс относил сие к климату, к свойству земли, в которой прежде погребены были, к бальзамированию телес и к воздержной жизни и сухоядению или пощению, то Петр Великий, приступя наконец к мощам святого Никиты, apxиeпископа Новгородского, открыл их, поднял их из раки, посадил, развел руки и, паки сложив их, положил потом спросил: «Что скажешь теперь, Яков Данилович? От чего сие происходить, что сгибы костей так движутся, яко бы у живого, и не разрушаются, и что вид лица его, аки бы недавно скончавшегося?» Граф Брюс, увидя чудо сие, весьма дивился и в изумлении отвечал: «Не знаю сего, а ведаю то, что Бог всемогущ и премудр». На сие государь сказал ему: «Сему-то верю и я и вижу, что светские науки далеко ещё отстают от таинственного познания величества Творца, которого молю, да вразумить меня по духу. Телесное, Яков Давилович, так привязано к плотскому, что трудно из сего выдраться».

В 1956 году мощи Никиты были перенесены епископом Сергием (Голубцовым) из Софийского собора в Николо-Дворищенский собор, а при его закрытии в 1962 году — в храм Апостола Филиппа. В 1993 году мощи святителя Никиты были возвращены в Софийский собор.